# Sisyrophanus leptocerus
Sisyrophanus leptocerus är en tvåvingeart som beskrevs av Mario Bezzi 1912. Sisyrophanus leptocerus ingår i släktet Sisyrophanus och familjen svävflugor. Inga underarter finns listade i Catalogue of Life.